# The Two Georges
The Two Georges es una novela ucrónica de detectives y suspenso escrita por el autor de ciencia ficción Harry Turtledove y el actor ganador del Oscar Richard Dreyfuss. Fue publicado originalmente en 1995 por Hodder y Stoughton en el Reino Unido y en 1996 por Tor Books en los Estados Unidos, y fue nominado para el Premio Sidewise de 1995 de Historia Alternativa.

## Historia de fondo

La bandera utilizada en el mundo de The Two Georges se asemeja a la 'Bandera de la Gran Unión ' de EE. UU. En el mundo de The Two Georges, se mantuvo permanentemente como el 'Jack and Stripes', la bandera de la Unión Norteamericana dentro del Imperio Británico.

Durante más de dos siglos, lo que se convertiría en los Estados Unidos continentales y Canadá fue la Unión Norteamericana, un régimen autónomo dentro del Imperio británico con Alaska mantenida bajo el dominio ruso y Hawái como protectorado. El título de la novela se refiere a una pintura ficticia de Gainsborough que conmemora el acuerdo entre George Washington y el rey Jorge III, el acuerdo para poner fin pacíficamente a la Revolución Americana, implícito en George Grenville, quien nunca llegó a ser primer ministro. La pintura en sí se ha convertido en un símbolo de unidad nacional.
Los nativos americanos vivieron mucho mejor que en la historia del mundo real con tribus como los iroqueses y los cheroquis que lograron retener la mayor parte de su tierra y obtener el autogobierno, con un estatus comparable a los estados nativos de la India.
Habiendo permanecido la Unión Norteamericana en el Imperio Británico después de las negociaciones de paz, la Revolución Francesa fue reprimida durante el asalto a la Bastilla por tropas al mando de Napoleón Bonaparte al servicio de Luis XVI, preservando así la monarquía borbónica. Durante el siglo XX, Francia y España existieron en una unión personal dominada por los franceses, la Santa Alianza, que controlaba gran parte de América Latina y el norte de África y estaba dirigida por Francisco IV.
La abolición de la esclavitud en el Imperio Británico en 1833 incluyó la esclavitud en América del Norte. Los negros liberados prosperaron, obtuvieron una educación y experimentaron una rápida movilidad social ascendente en el siglo XX, convirtiéndose en una comunidad predominantemente de clase media. Por el contrario, la comunidad irlandés-estadounidense sigue siendo en gran parte una clase trabajadora pobre, que vive del trabajo manual duro, como la minería del carbón, de la que depende la Unión Norteamericana para su energía. Esto creó un fuerte sentimiento de celos entre los irlandeses, y muchos de ellos llegaron a apoyar a los Hijos de la Libertad, una organización terrorista que quería que Estados Unidos fuera independiente del Imperio Británico y promovía la ideología segregacionista, la raza y la xenofobia.
En el siglo XX, los imperios británico, de la Santa Alianza y de Rusia eran las potencias mundiales, siendo el Imperio Austriaco una potencia de Europa central que codiciaba el territorio de los Balcanes y ni Alemania ni Italia lograron unificarse.
Como en la Guerra Mexicana de nuestra historia, a mitad del siglo XIX Gran Bretaña y la Unión Norteamericana conquistaron gran parte de la Nueva España de la Santa Alianza (en este caso, incluida la península de Baja California). La ciudad de Los Ángeles pasó a llamarse New Liverpool y se convirtió en una de las ciudades más grandes de la Unión Norteamericana y la provincia de Alta California.

## Trama
The Two Georges, en exhibición en New Liverpool, se rompe cuando la multitud se distrae con el asesinato de "Honest" Dick (también conocido como "Tricky" Dick), Steamer King, un antiguo concesionario de automóviles de uso reconocido a nivel nacional. En su lugar quedó un gramófono con la grabación de "Yankee Doodle", canción popular de subversión que sirvió de himno a los Hijos de la Libertad.
El coronel Thomas Bushell de la Real Policía Montada de Estados Unidos lidera la búsqueda de la pintura, acompañado por su ex curadora, la Dra. Kathleen Flannery y el capitán Samuel Stanley. Unos días después, se recibe una nota de rescate de los Hijos de la Libertad. El gobernador general de la Unión Norteamericana, Sir Martin Luther King, informa a Bushell en confianza que la pintura debe ser recuperada antes de la visita de estado del rey-emperador Carlos III, o el gobierno tendrá que pagar la demanda de rescate de los Hijos de cincuenta millones de libras. .
La búsqueda lleva a Bushell, Flannery y Stanley por todo el país en dirigible (una forma avanzada de dirigible), tren y vapor. También conocen a muchos miembros de los Hijos de la Libertad, incluido el editor de Common Sense, John F. Kennedy .
Después de perseguir muchas pistas falsas y los sospechosos equivocados, Bushell y sus asociados llegan a Victoria (la capital de la nación, en el lado sur del río Potomac frente a Georgetown, Maryland) y encuentran a Los Dos Georges una hora antes de que llegue el Rey. También descubren a los verdaderos culpables: el oficial superior de la Santa Alianza y Bushell y el operativo encubierto de los Hijos de la Libertad, el teniente general Sir Horace Bragg, quien creía que la emancipación era una injusticia para su antigua familia esclavocrática. Bushell luego frustra los intentos de Bragg de asesinar al Rey, primero con disparos y luego con una bomba oculta en el marco de The Two Georges. Cuando Bragg es arrestado y en espera de juicio, él y Bushell discuten sobre los resultados de una posible guerra contra la Santa Alianza y un levantamiento separatista estadounidense resultante causado por el robo de la pintura. Más tarde, Bushell y Stanley son nombrados caballeros por el rey Carlos por sus logros.

## Recepción
Houston Chronicle enumeró a The Two Georges como una de las muchas obras de ficción que han retratado a los negros como el jefe de la rama ejecutiva, en este caso, Sir Martin Luther King, gobernador general de América del Norte. Publishers Weekly elogia el mundo "reconocible pero deliciosamente distorsionado" de la novela, donde "personajes atractivos representan una historia llena de suspenso y satisfacción". School Library Journal describió la novela como "una historia trepidante y apasionante".

## Temas similares en otras obras
Dirigible de Washington, parte de la serie Timeline Wars de John Barnes, tiene un tema similar: un viajero en el tiempo ingenioso logra que Benjamin Franklin sea nombrado tutor del joven Jorge III, lo que lo convierte en un rey liberal, bien dispuesto hacia los colonos norteamericanos. El resultado, como en The Two Georges, es una línea de tiempo de la historia alternativa en la que se evita la guerra de Independencia de Estados Unidos y América del Norte sigue siendo parte del Imperio Británico, aunque con una gran autonomía.